# Kochklops
Als Kochklops bezeichnet man die gekochte Zubereitung eines Klopses aus Hackfleisch. Er wird zusammen mit Sauce und Beilagen zu Gerichten kombiniert. Der Name leitet sich vom Garen in kochender Flüssigkeit, z. B. gesalzenes Wasser oder Brühe, und der kugeligen Form ab.

## Zubereitung
Zunächst wird das Hackfleisch mit zerkleinerten Zwiebeln, Eiern und eingeweichtem Brot oder Paniermehl und Gewürzen vermischt. Die Masse wird zu Portionen zwischen 50 und 75 g abgedreht und anschließend gegart. Bei Gerichten mit heller Sauce wird die Kochflüssigkeit bzw. Brühe anschließend zur Zubereitung einer Velouté verwendet, die dann rezepttypisch gewürzt wird. Vor dem Verzehr erwärmt man die Klopse in der Sauce.

## Varianten
Ein bekanntes Gericht sind Königsberger Klopse, die mit einer Kapernsauce zubereitet werden. Ebenso ist die Zubereitung mit Tomatensauce üblich, genauso wie die Verwendung für Polpette-Gerichte der italienischen Küche.
Alternativ werden für viele Gerichte auch Fleischklößchen verwendet, die ein geringeres Gewicht und traditionell einen feineren Zerkleinerungsgrad des Fleischs haben.